# Bohinj
Bohinj ([ˈbɔ:xin], németül Wochein [ˈvɔxaen]) földrajzi kistáj, völgy, ismert üdülőhely Szlovéniában a Júliai-Alpokban. A völgyben található Bohinji-tó 530 m magasan fekszik. Fő bevételi forrás a mezőgazdaság és a turizmus. Egykor Agatha Christie is megfordult itt. A helyiek által beszélt nyelvjárás – az elszigeteltség miatt – elüt minden környező nyelvjárástól. Közigazgatásilag terület a róla elnevezett Bohinj községhez tartozik.

## Földrajz
Általában Bohinj alatt a Sava Bohinjka (Bohinji-Száva) völgyét szokták érteni. Ez további négy részre osztható, ezek a Spodnja Dolina (Alsó-völgy), Zgornja Dolina (Felső-völgy), Ukanška kotlina (Ukanci-medence), és Nomenjska kotlina (Nomenji-medence). A nyugati oldalon a völgy lezárása a Komarča, kelet felől pedig a Soteska keskeny szorosa kapcsolja a szomszédos, Bled körüli síksághoz.
A Bohinji-tavat több kisebb folyó táplálja. Ezek legismertebbike a Savica, melynek vízesése turistikai látványosság is. Két nagyobb folyó, a Jezernica és a Mostnica összefolyásától számítják a Sava Bohinjka eredetét.

## Történelem
A stratégiai fontosságú vasútvonalat, amely a Júliai-Alpokon keresztül kötötte össze Bécset Trieszttel, 1906-ban avatták fel. Kilenc évvel később az Isonzói csaták helyszíneire e vasútvonalon szállították a bakákat, hadfelszerelést.

## Kultúra

### Legendák

#### Bohinj eredete
Amikor Isten befejezte a világ megalkotását, rájött, hogy megfeledkezett egy kis embercsoportról, akik csendben várták Isten munkájának befejeztét. Ezért hálául nekik ajándékozta a világ legszebb helyét, melyet az emberek - Isten szláv nevéből (Boh) - Bohinjnak neveztek el.

#### Egyéb mítoszok
- A török hódítások idején az ide érkező hódítók a környező hatalmas hegyek látványára azt hitték, hogy a völgy a világ vége.
- A környező hegyekben él a híres mágikus teremtmény, a Zlatorog („Aranyszarv”)
- Az itt található Hudičev mostot („Az ördög hídja”) az ördög építette, mivel a helyieknek nem sikerült olyan hidat építeniük, ami nem dőlt össze. Cserébe azt kérte, hogy az első hídon átkelő lelke legyen az övé. A trükkös helyiek viszont egy kutyát küldtek át először a hídon, így verve át az ördögöt.

## Turizmus
Látnivalók:
- Szent János-templom (Cerkev Sv. Janeza): a 15. századból származik. Egyszerű, gótikus építmény freskókkal a tó partján.
- Bohinji-tó: Szlovénia legmélyebb, legnagyobb állandó természetes tava.
- Vogel-hegy: síterület 1800 m-ig, két hegyi étterem, egy hotel áll itt. 4 zöld (nagyon könnyű), 4 kék (könnyű), 4 piros (közepes), és 4 fekete (nehéz) sípálya található fenn. Infrastruktúrája: 35 km sífutópálya, 36 km lesiklópálya, 9 lift a síelők számára. Drótkötélpálya vezet fel a hegyre (1923 m), ahonnan gyönyörű kilátás nyílik a Triglavra, a tóra és a völgy településeire.

Az egész évben idelátogató turisták számos lehetőség közül választhatnak: sízés, sífutás, fürdőzés, természetjárás, hegymászás valamint különböző vízi sportok.

## Képek

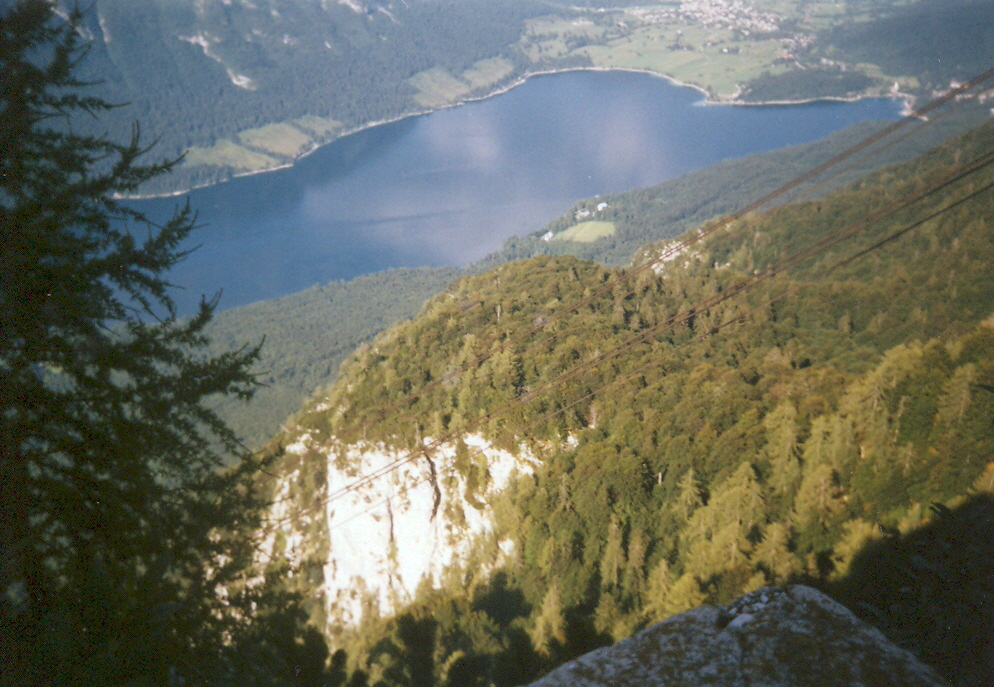
A Bohinji-tó keleti része a Vogelről
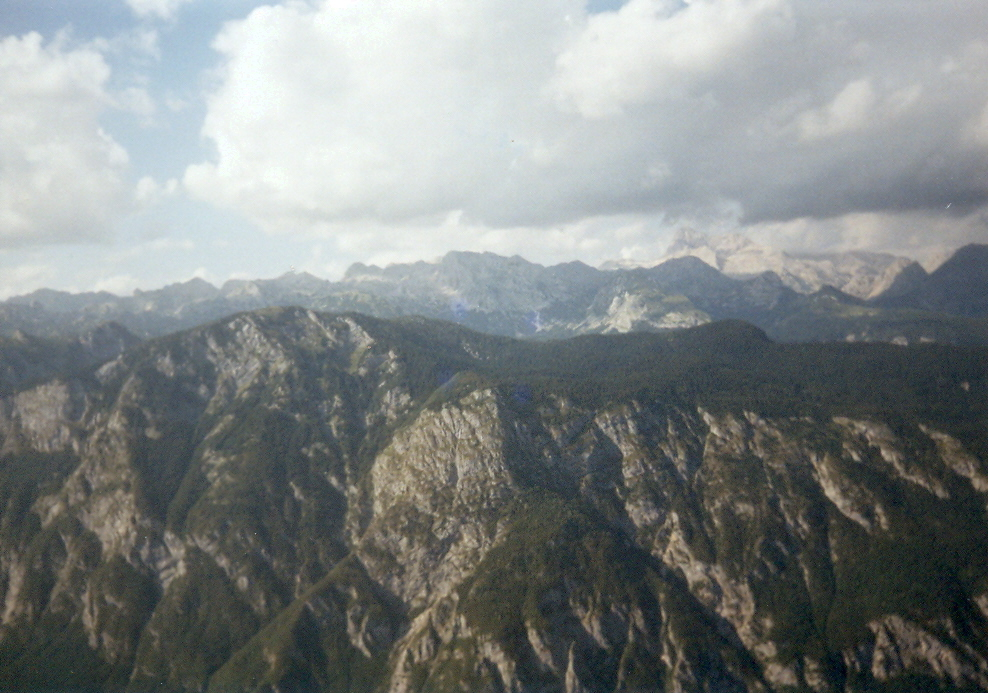
A Pršivec a Vogelről
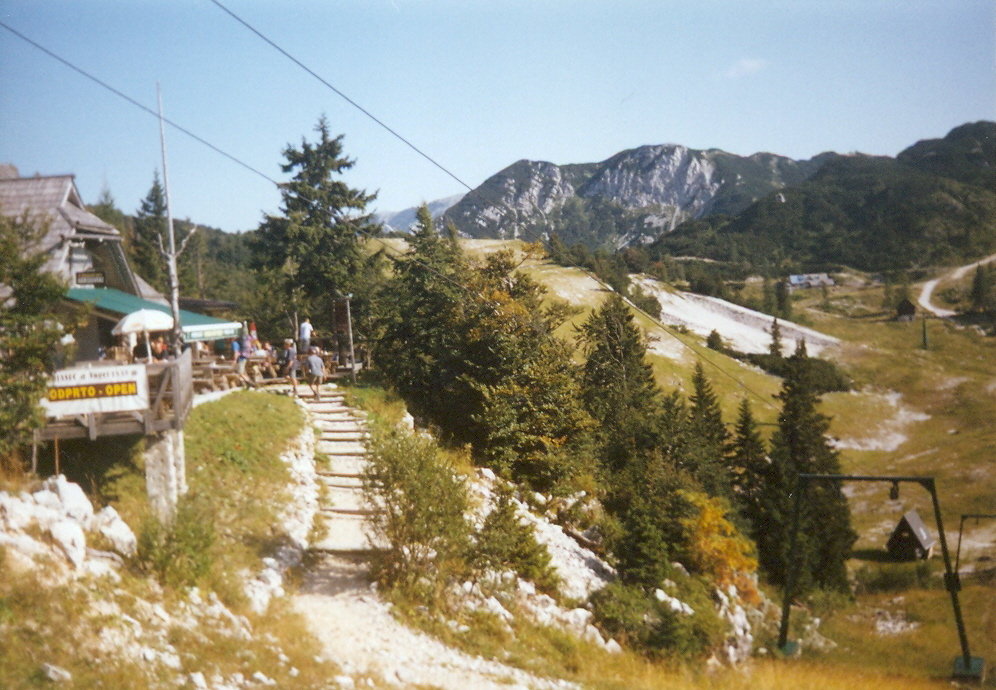
A vogeli síközpont májusban
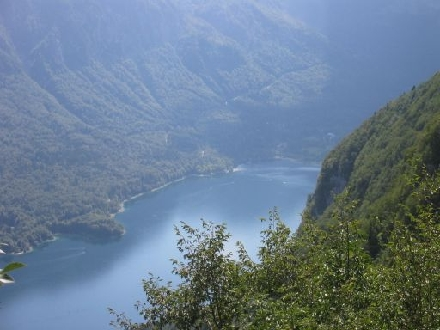
A Bohinji-tó nyugati része a Pršivecről
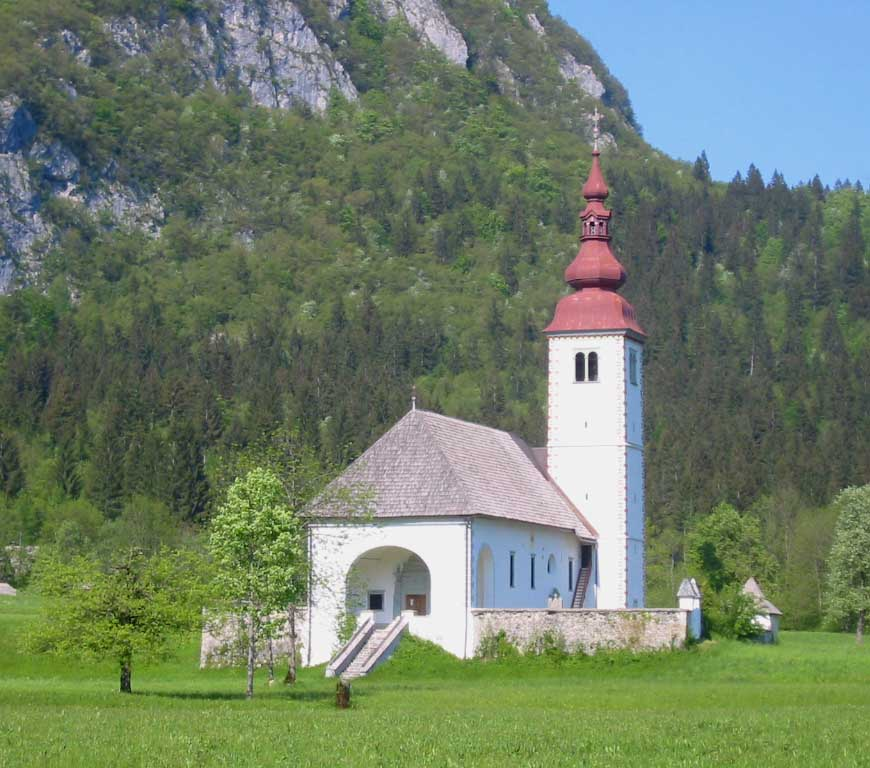
A Bitnje-i Mária mennybemenetele templom a XVII. századból